# مجموعه منسوجات سوئدی خلیلی

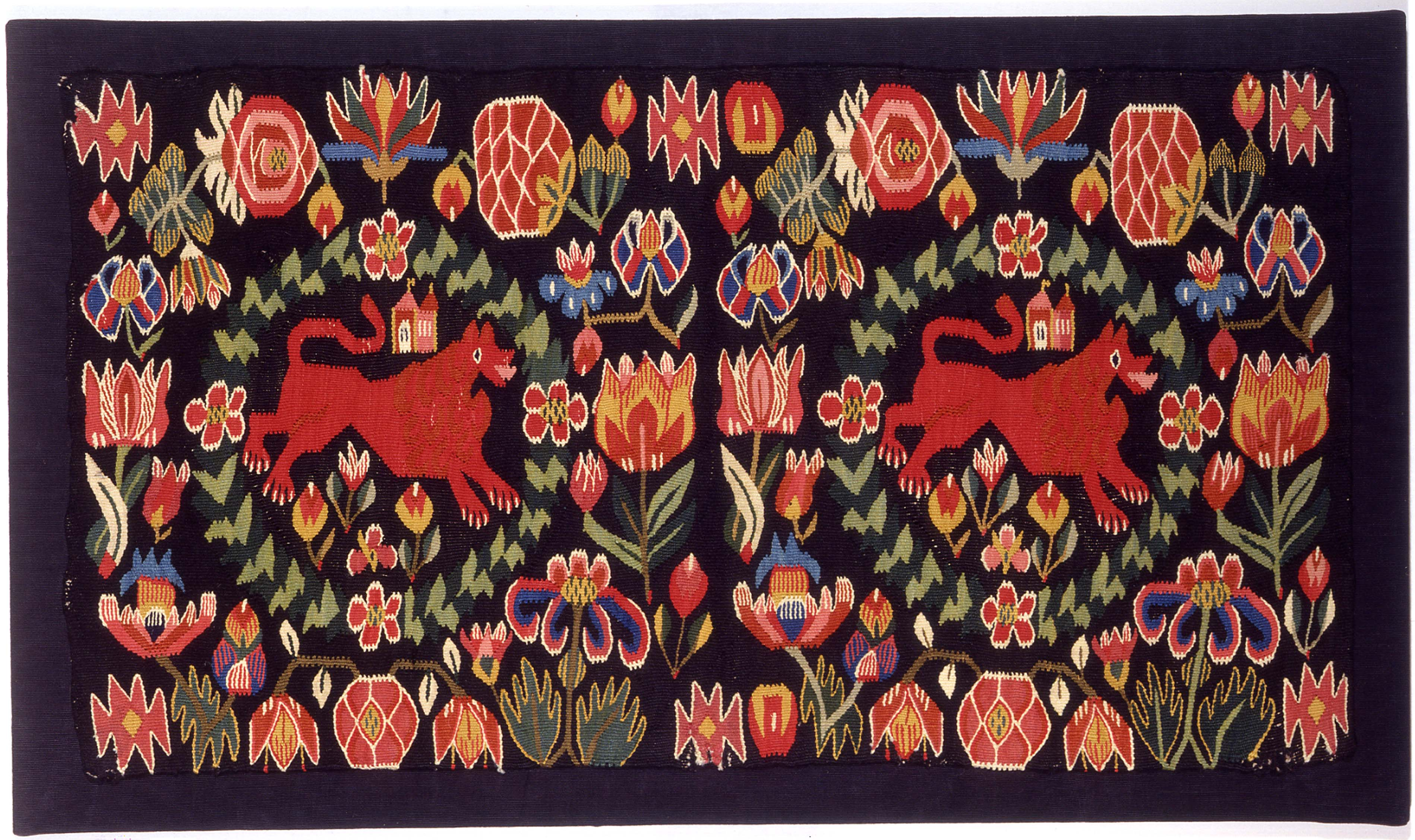

مجموعه منسوجات سوئدی خلیلی (انگلیسی: Khalili Collection of Swedish Textiles) یک مجموعه خصوصی از هنر فولکلور منسوجات و بافته‌های تزئینی و هنری فرهنگ مردم منطقه اسکونه سوئد است که توسط مجموعه‌دار و کارآفرین بریتانیایی-ایرانی ناصر داوود خلیلی جمع‌آوری شده‌است.
جمع‌آوری مجموعه ۲۵ سال طول کشیده‌است و شامل ۱۰۰ قطعه هنری از بافنده‌های سوئدی است. مجموعه منسوجات سوئدی خلیلی یکی از هشت مجموعه ای است که توسط وی گردآوری و به نمایش گذارده شده‌است. مجموعه شامل باریکه‌های پارچهای، کوسن، روکش‌های تخت‌خواب و نظایر آن متعلق به منطقه اسکونه در جنوب سوئد می‌باشد. این منسوجات متعلق به سال‌های حدود ۱۷۵۰ تا ۱۸۵۰ میلادی می‌باشند. بیشتر آثار مجموعه مربوط به مراسم‌های ازدواج در منطقه اسکونه می‌باشند. مجموعه منسوجات سوئدی خلیلی در لندن می‌باشد.

## جستارها
- مجموعه منسوجات سوئدی خلیلی
- مجموعه هنر ژاپنی خلیلی
- مجموعه اسناد آرامی خلیلی.
- مجموعه آثار فلزکاری های اسپانیایی خلیلی
- مجموعه کیمونو خلیلی
- مجموعه آثار هنرهای اسلامی خلیلی
- مجموعه آثار مینا کاری های جهان خلیلی
- ناصر داوود خلیلی